# جيسيكا وليامز
جيسيكا وليامز (بالإنجليزية: Jessica Williams)‏ (و. 1989 – م) هي ممثلة، وممثلة تلفزيونية، من الولايات المتحدة الأمريكية، ولدت في كاليفورنيا.

## التعليم
تعلمت في جامعة كاليفورنيا الحكومية في لونغ بيتش.

## وصلات خارجية
- جيسيكا وليامز على موقع IMDb (الإنجليزية)
- جيسيكا وليامز على موقع قاعدة بيانات الفيلم (الإنجليزية)